# Latica Honda-Rosenberg
Latica Honda-Rosenberg (* 29. Dezember 1971 in Bad Oeynhausen) ist eine deutsche Geigerin und Hochschullehrerin.

## Leben und Wirken
Latica Honda-Rosenberg wurde als Tochter eines japanischen Sängers und einer kroatischen Cellistin geboren. Im Alter von vier Jahren erhielt sie ersten Geigenunterricht bei August Wilhelm Torweihe in Bünde. Im Alter von neun Jahren wurde sie Jungstudentin bei Tibor Varga an der Hochschule für Musik Detmold. Anschließend setzte sie ihr Studium bei Zakhar Bron fort, zunächst an der Escuela Superior de Musica Reina Sofia in Madrid und dann an der Musikhochschule Lübeck, wo sie ihr Konzertexamen ablegte.
Nachdem sie in den 1980er Jahren dreimal den Bundeswettbewerb Jugend musiziert gewonnen hatte, war sie Preisträgerin bei internationalen Wettbewerben, so beim Internationalen Tibor-Varga-Wettbewerb in Sion und beim Concours Reine Elisabeth in Brüssel. 1998 errang sie als erste deutsche Finalistin die Silbermedaille beim Tschaikowski-Wettbewerb in Moskau.
1989 debütierte Honda-Rosenberg in der Berliner Philharmonie mit dem Deutschen Symphonie-Orchester Berlin. Sie konzertierte weltweit als Solistin mit zahlreichen bekannten Orchestern sowie als Kammermusikerin. Unter anderem trat sie beim Rheingau Musik Festival, beim Schleswig-Holstein Musik Festival, bei den Salzburger Festspielen, den Schwetzinger Festspielen, beim Gstaad Menuhin Festival, beim Mozartfest Würzburg, beim Kammermusikfest Lockenhaus, beim Kammermusikfestival in Kuhmo, beim Jerusalem Chamber Music Festival und beim Ljubljana Festival auf.
Im Jahr 2011 gründete sie gemeinsam mit Viviane Hagner, Hartmut Rohde und Jens Peter Maintz das Joachim Quartett Berlin. Zu ihren Kammermusikpartner zählten des Weiteren Claudio Martìnez Mehner, András Schiff, Kolja Blacher, Kirill Gerstein, Nobuko Imai, Janine Jansen, Antoine Tamestit, Clemens Hagen, Guy Braunstein, Reinhard Goebel, Karl-Heinz Steffens, Božo Paradžik und Vladimir Mendelssohn.
Ihr Repertoire ist breit gefächert und umfasst Werke von der Barockmusik über die klassischen und romantischen Violinkonzerte bis hin zu Werken von Komponisten des 20. Jahrhunderts wie Béla Bartók, Dmitri Schostakowitsch, Sergei Prokofjew sowie auch seltener gespielte Konzerte, zum Beispiel das Violinkonzert von Robert Schumann, das Violinkonzert von Erich Wolfgang Korngold oder Violinkonzerte von Jacques Loussier.
Gemeinsam mit Schauspielern wie Corinna Harfouch, Charles Brauer, Gerd Heinz und Dominique Horowitz wirkte sie außerdem bei interdisziplinären Konzertformaten mit.

### Lehrtätigkeit
Neben ihrer Tätigkeit als Solistin und Kammermusikerin war Honda-Rosenberg von 2003 bis 2008 Professorin an der Hochschule für Musik Freiburg. Seit 2009 wirkt sie als Professorin an der Universität der Künste Berlin und am Julius Stern Institut. Zudem unterrichtet sie in Meisterkursen, zum Beispiel bei der Internationalen Sommerakademie Mozarteum, beim Santander Festival in Spanien, an der Gustav Mahler Academy in Italien, an der Internationalen Musikakademie in Liechtenstein und am Keshet Eilion Music Center in Israel.

### Instrument
Latica Honda-Rosenberg spielt auf einem Instrument des Geigenbauers Antonio Stradivari, gebaut im Jahr 1709.

## Diskografie (Auswahl)
- Latica Honda-Rosenberg, Violine / Claudio Martinez-Mehner Klavier: Beethoven, Strawinsky, Messiaen, Manicke (Ars Musici; 1997)
- Franz Lehár: Symphonic Works. (Hierauf spielt Latica Honda-Rosenberg das Concertino für Violine und Orchester) u. a. mit der Radio-Philharmonie Hannover; Dirigent: Klauspeter Seibel (cpo; 1997)
- Latica Honda-Rosenberg – Shostakovich: Violin Concerto No. 1 / Tchaikovsky: Violin Concerto. Symphony Orchestra RTV Slovenia, Dirigent: Lior Shambadal (Arte Nova Classics; 2000)
- Ernest Bloch: Complete Works for Violin and Piano. Mit Avner Arad, Klavier (Arte Nova Classics; 2000)
- Sergei Prokofiev: Works for Violin & Piano. Mit Elda Nebolsin, Klavier (Oehms Classics; 2011)
- Oscar Strasnoy: Orchestral Works. (Hierauf spielt Latica Honda-Rosenberg 3 Capricen von Paganini/Strasnoy) Orchestre Philharmonique de Radio France, Dirigenten: Dima Slobodeniouk und Susanna Mälkki (Aeon; 2012)